# Вільям Джеймс Піррі
Вільям Джеймс Піррі, також відомий як 1-й віконт Піррі (англ. William James Pirrie, 1st Viscount Pirrie; 31 травня 1847 — 7 червня 1924) — ірландський бізнесмен та політик, проканцлер Королівського університету Белфаста та голова правління «Harland and Wolff» в Белфасті, Ірландія.

## Біографія
Вільям Піррі народився 31 травня 1847 року у Квебеку, Канада, в сім'ї Джеймса Александра Піррі та Елізи Сноу Монтгомері. Коли йому було два роки, сім'я переїхала до Ірландії.
Освіту отримав в Королівській академічній академії Белфаста. У 1862 році став джентльменом-учнем на верфі в «Harland and Wolff». За дванадцять років став партнером у компанії, а після смерті сера Едварда Гарленда у 1895 році очолив її. Окрім контролю над найбільшою у світі суднобудівною компанією, 1896 року Пірі обраний лордом-мером Белфаста, а наступного року став ірландським таємним радником. У 1898 році він став першим почесним фріманом Белфаста і служив Вищим шерифом Антріма, а згодом і графства Дауна. У лютому 1900 року обраний президентом Великої палати судноплавства Великої Британії, де перед цим був віце-президентом. Фінансував лібералів в Ольстері на загальних виборах 1906 року. У тому ж році представлений як «Барон Піррі з Белфаста» з титулом «пера». Наступного року призначений Контролером казначейства Лорд-лейтенанта Ірландії, а в 1908 році нагороджений орденом Святого Патріка.
Протягом 1909—1912 років очолював проект над спорудженням «Титаніка» та повинен був бути одним із його пасажирів під час першого рейсу судна. Однак, пасажиром «Титаніка» 10 квітня 1912 року Перрі так і не став у зв'язку із хворобою.
Протягом 1908—1914 років був про-канцлером «Королівського університету Белфасту». Під час Першої світової війни був членом Ради служби військового постачання, а в 1918 році став генеральним контролером Торгового суднобудування. У 1921 році обраний до сенату Північної Ірландії, і того ж року став 1-м віконтом.
Вільям Піррі помер 7 червня 1924 року, у віці 77 років від бронхопневмонії, у морі біля узбережжя Куби під час відрядження до Південної Америки. Його тіло доставлено з Нью-Йорка до Великої Британії судном «RMS Olympic». Похований Піррі на міському цвинтарі Белфаста.